# Le Fau
Fau – miejscowość i gmina we Francji, w regionie Owernia-Rodan-Alpy, w departamencie Cantal.
Według danych na rok 1990 gminę zamieszkiwało 60 osób, a gęstość zaludnienia wynosiła 3 osoby/km² (wśród 1310 gmin Owernii Fau plasuje się na 776. miejscu pod względem liczby ludności, natomiast pod względem powierzchni na miejscu 451.).